# Hyposmocoma kapakai
Hyposmocoma kapakai là một loài bướm đêm thuộc họ Cosmopterigidae. Nó là loài đặc hữu của Oahu. Loài địa phương ở the south-east coastal region.
Sải cánh dài 10.9–13.2 mm.